# Takostu
Takostu is een muziekvereniging uit Stiens en bestaat uit meer dan 100 leden verdeeld over een showband, jeugdband en een kidskorps. Ook heeft Takostu een slagwerkgroep die bestaat uit leden met een beperking. Takostu is opgericht op 1 december 1995 na een afscheiding van de muziekvereniging Studio Stiens. De naam takostu is een afkorting voor TAmboer KOrps STUdio. 
Op 30 juli 2017 behaalde Takostu de eerste plaats op de Marching parade World Division op het Wereld Muziek Concours te Kerkrade met 94,42 punten.
Takostu verzorgt taptoes, corso`s en straatparades in zowel binnen- als buitenland.